# Ataques con asistencia de IA en la Franja de Gaza
Como parte de la guerra de Gaza, las Fuerzas de Defensa de Israel (FDI) han utilizado inteligencia artificial para realizar de forma rápida y automática gran parte del proceso de determinar qué objetivos bombardear. Israel ha ampliado enormemente los bombardeos de la Franja de Gaza, que en guerras anteriores se habían visto limitados por la falta de objetivos de la Fuerza Aérea israelí.
Estas herramientas incluyen Gospel, una IA que revisa automáticamente datos de vigilancia en busca de edificios, equipos y personas que se cree que pertenecen al enemigo y, al encontrarlos, recomienda objetivos de bombardeo a un analista humano que luego puede decidir si pasarlos al campo. Otra es Lavender, una "base de datos impulsada por IA" que enumera a decenas de miles de hombres palestinos vinculados por IA a Hamás o la Jihad Islámica Palestina, y que también se utiliza para la recomendación de objetivos.
Los críticos han argumentado que el uso de estas herramientas de IA pone en riesgo a los civiles, desdibuja la responsabilidad y da lugar a una violencia militarmente desproporcionada que viola el derecho internacional humanitario.

## Habsora
Israel utiliza un sistema de inteligencia artificial denominado "Habsora" ("Evangelio", "Gospel" en inglés), para determinar qué objetivos podría bombardear la Fuerza Aérea israelí. Proporciona automáticamente una recomendación de orientación a un analista humano, quien decide si transmitirla a los soldados en el campo.  Las recomendaciones pueden referirse a cualquier cosa, desde combatientes individuales, lanzacohetes, puestos de mando de Hamás  hasta casas particulares de presuntos miembros de Hamás o de la Jihad Islámica. 
La IA puede procesar información mucho más rápido que los humanos. El teniente general retirado Aviv Kohavi, jefe de las Fuerzas de Defensa de Israel hasta 2023, declaró que el sistema podría producir 100 objetivos de bombardeo en Gaza por día, con recomendaciones en tiempo real sobre cuáles atacar, mientras que los analistas humanos podrían producir 50 al año. Un profesor entrevistado por NPR estimó estas cifras en 50 a 100 objetivos en 300 días para 20 oficiales de inteligencia, y 200 objetivos en un plazo de 10 a 12 días para Habsora.

### Antecedentes tecnológicos
Las inteligencias artificiales, a pesar del nombre, no son capaces de pensar ni de tener conciencia, ya que son máquinas desarrolladas para automatizar tareas que los humanos realizan con inteligencia a través de otros medios. Habsora utiliza el aprendizaje automático, donde una IA tiene la tarea de identificar puntos en común en grandes cantidades de datos (por ejemplo, exploraciones de tejido canceroso, fotos de una expresión facial, vigilancia de miembros de Hamás identificados por analistas humanos) y luego buscar esos puntos en común en material nuevo.
No se sabe qué información utiliza Habsora, pero se cree que combina datos de vigilancia de diversas fuentes en enormes cantidades.
Las recomendaciones se basan en la comparación de patrones. Una persona con suficientes similitudes con otras personas etiquetadas como combatientes enemigos puede ser etiquetada como combatiente.
En cuanto a la idoneidad de las IA para la tarea, NPR citó a Heidy Khlaaf, directora de ingeniería de AI Assurance en la firma de seguridad tecnológica Trail of Bits, quien afirmó: «Los algoritmos de IA presentan fallas notorias, con altas tasas de error observadas en aplicaciones que requieren precisión, exactitud y seguridad». Bianca Baggiarini, profesora del Strategic and Defence Studies Centre (Centro de Estudios Estratégicos y de Defensa) de la Universidad Nacional Australiana, escribió que las IA son «más efectivas en entornos predecibles donde los conceptos son objetivos, razonablemente estables y coherentes internamente». Contrastó esto con distinguir entre un combatiente y un no combatiente, algo que ni siquiera los humanos con frecuencia pueden hacer.
Khlaaf continuó señalando que las decisiones de un sistema de este tipo dependen enteramente de los datos con los que está entrenado, y no se basan en razonamiento, evidencia fáctica o causalidad, sino únicamente en probabilidad estadística. 

### Operación
La IAF se quedó sin objetivos que atacar  en el conflicto de 2014 y el de 2021. En una entrevista en France 24, el periodista de investigación Yuval Abraham del +972 Magazine declaró que para mantener la presión militar, y debido a la presión política para continuar la guerra, los militares bombardearían los mismos lugares dos veces. Desde entonces, la integración de herramientas de IA ha acelerado significativamente la selección de objetivos. A principios de noviembre, las FDI declararon que la división de administración de objetivos  que utiliza Habsora había identificado más de 12.000 objetivos en Gaza. NPR escribió el 14 de diciembre que no estaba claro sobre cuántos objetivos Habsora se había actuado, pero que el ejército israelí dijo que actualmente estaba atacando hasta 250 objetivos por día. Los bombardeos también se habían intensificado a un ritmo que el artículo del 14 de diciembre calificó de asombroso: el ejército israelí declaró en ese momento que había atacado más de 22.000 objetivos dentro de Gaza, a un ritmo diario de más del doble que el del conflicto de 2021, más de 3.500 de ellos desde el colapso de la tregua el 1 de diciembre.  Al principio de la ofensiva, el jefe de la Fuerza Aérea declaró que sus fuerzas sólo atacaban objetivos militares, pero agregó: "No estamos siendo quirúrgicos ". 
Una vez que se acepta una recomendación, otra IA, Fire Factory, reduce el tiempo de preparación del ataque de horas a minutos  calculando cargas de munición, priorizando y asignando objetivos a aeronaves y drones y proponiendo un cronograma,  según un artículo de Bloomberg anterior a la guerra que describía dichas herramientas de IA como diseñadas para una confrontación militar y una guerra por poderes con Irán. 
Un cambio que notó The Guardian es que dado que los principales líderes de Hamás desaparecían en túneles al inicio de una ofensiva, sistemas como Gospel habían permitido a las FDI localizar y atacar a un grupo mucho más grande de operativos de Hamás de menor rango. El informe citó a un funcionario que trabajó en la toma de decisiones sobre los objetivos en operaciones anteriores en Gaza, quien dijo que si bien las casas de los miembros jóvenes de Hamás no habían sido previamente blanco de bombardeos, el funcionario creía que las casas de presuntos operativos de Hamás ahora eran blanco de ataques sin importar su rango.  En la entrevista con France 24, Abraham caracterizó esto como la habilitación de la sistematización del lanzamiento de una bomba de 2000 libras (900 kilos) en una casa para matar a una persona y a todos los que estaban a su alrededor, algo que anteriormente se había hecho con un grupo muy pequeño de altos dirigentes de Hamás. NPR citó un informe de la revista +972 y su publicación hermana Local Call que afirman que el sistema se está utilizando para fabricar objetivos para que las fuerzas militares israelíes pudieran seguir bombardeando Gaza a un ritmo enorme, castigando a la población palestina en general. NPR señaló que no había verificado esto y que no estaba claro cuántos objetivos estaban siendo generados solo por IA, pero que había habido un aumento sustancial en los objetivos, con un enorme costo para los civiles. 
En principio, la combinación de la velocidad de una computadora para identificar oportunidades y el criterio humano para evaluarlas puede permitir ataques más precisos y menos víctimas civiles.  El ejército y los medios de comunicación israelíes han hecho hincapié en que se minimice el daño a los no combatientes. Richard Moyes, investigador y director de la ONG Article 36, señaló "el aniquilamiento generalizado de una zona urbana con armas explosivas pesadas" para cuestionar estas afirmaciones,  mientras que Lucy Suchman, profesora emérita de la Universidad de Lancaster, describió el bombardeo como "destinado a la máxima devastación de la Franja de Gaza".
The Guardian escribió que cuando se autorizó un ataque contra casas privadas de personas identificadas como operativos de Hamás o la Jihad Islámica, los investigadores del objetivo sabían de antemano el número esperado de civiles muertos, cada objetivo tenía un archivo que contenía una puntuación de daños colaterales que estipulaba cuántos civiles probablemente morirían en un ataque,  y según una fuente militar israelí de alto rango, los operativos utilizan una medición "muy precisa" de la tasa de civiles que evacúan un edificio poco antes de un ataque: "Usamos un algoritmo para evaluar cuántos civiles quedan. Nos da un verde, un amarillo, un rojo, como una señal de tráfico".

#### Uso en 2021
Kohavi comparó la división de objetivos que utilizaba Habsora con una máquina y afirmó que una vez que se activó en el Conflicto entre la Franja de Gaza e Israel de 2021 generó 100 objetivos al día, de los cuales la mitad fueron atacados, en contraste con los 50 objetivos en Gaza por año antes. De los 1.500 objetivos que Israel atacó en Gaza durante la guerra, aproximadamente 200 provenían de Habsora, incluyendo objetivos estáticos y móviles según el ejército.
El informe posterior a la acción del Jewish Institute for National Security Affairs identificó un problema, afirmando que el sistema tenía datos sobre lo que era un objetivo, pero carecía de ellos sobre lo que no lo era. El sistema dependía completamente de datos de entrenamiento y la información que los analistas humanos habían examinado y considerado que no constituía un objetivo había sido descartada, con el riesgo de sesgo algorítmico. El vicepresidente expresó su esperanza de que esto se hubiera solucionado.

### Organización
Habsora es utilizado por la división de administración de objetivos militares (o Dirección de Objetivos), que se formó en 2019 en la dirección de inteligencia de las FDI para abordar el problema de que la fuerza aérea se estaba quedando sin objetivos para bombardear, y que Kohavi describió como "impulsada por capacidades de IA" e incluyendo a cientos de oficiales y soldados. Además de su papel en tiempos de guerra, The Guardian escribió que había ayudado a las Fuerzas de Defensa de Israel a construir una base de datos de entre 30.000 y 40.000 presuntos militantes en los últimos años, y que sistemas como Habsora habían desempeñado un papel fundamental en la creación de listas de individuos cuyo asesinato se autorizaba.

## Lavender
The Guardian definió a Lavender como una base de datos impulsada por inteligencia artificial, según los testimonios de seis oficiales de inteligencia dados a +972 Magazine / Local Call y compartidos con The Guardian. Los seis dijeron que Lavender había jugado un papel central en la guerra, procesando rápidamente datos para identificar a posibles contrincantes jóvenes que serían blanco de ataques, y en un momento dado llegó a enumerar hasta 37.000 hombres palestinos vinculados por AI a Hamás o a la Yihad Islámica Palestina.  Los detalles del funcionamiento de Lavender o cómo llega a sus conclusiones no están incluidos en los informes publicados por +972 / Local Call, pero después de que se descubrió que una muestra de la lista tenía un índice de precisión del 90%, las FDI aprobaron el uso generalizado de Lavender para recomendar objetivos. Según los oficiales, se utilizó junto con Habsora, que apuntaba a edificios y estructuras en lugar de a individuos.
Citando múltiples fuentes, el Guardian escribió que en guerras anteriores la identificación de alguien como objetivo legítimo se discutía y luego era aprobada por un asesor legal y que, después del 7 de octubre, el proceso se aceleró drásticamente, hubo presión para más objetivos y, para satisfacer la demanda, las FDI llegaron a depender en gran medida de Lavender para obtener una base de datos de individuos que se consideraba que tenían las características de un militante de la Yihad Islámica Palestina o de Hamás. The Guardian citó a una fuente: «En esta etapa, dedicaba 20 segundos a cada objetivo y realizaba docenas de ellos al día. No aportaba ningún valor añadido como humano, aparte de ser un sello de aprobación. Ahorraba mucho tiempo». Una fuente que justificó el uso de Lavender para ayudar a identificar objetivos de bajo rango dijo que en tiempos de guerra no hay tiempo para realizar un proceso de identificación minucioso con cada objetivo y que, en lugar de invertir personal y tiempo en un militante joven, «uno está dispuesto a asumir el margen de error que supone usar inteligencia artificial».
Las FDI emitieron una declaración en la que afirmaban que algunas de las afirmaciones presentadas carecíann de fundamento, mientras que otras reflejaban una comprensión errónea de las directivas de las FDI y del derecho internacional, y que las FDI no utilizaban un sistema de inteligencia artificial que identifica a agentes terroristas o intentara predecir si una persona era terrorista. Los sistemas de información serían simplemente uno de los tipos de herramientas que ayudan a los analistas a reunir y analizar de forma óptima la inteligencia de varias fuentes para el proceso de identificación de objetivos militares y, de acuerdo con las directivas de las FDI, los analistas deben realizar exámenes independientes para verificar que los objetivos cumplan con las definiciones pertinentes de acuerdo con el derecho internacional y las restricciones adicionales de las directivas de las FDI. 
La declaración continuó diciendo que el "sistema" en cuestión no es un sistema, ni una lista de operativos militares confirmados elegibles para atacar, solo una base de datos para cruzar fuentes de inteligencia con el fin de producir capas de información actualizadas sobre los operativos militares de organizaciones terroristas.

## Connotaciones éticas y legales
Los expertos en ética, IA y derecho internacional humanitario han criticado el uso de dichos sistemas de IA desde una perspectiva ética y legal, argumentando que violan principios básicos del derecho internacional humanitario, como la necesidad militar, la proporcionalidad y la distinción entre combatientes y civiles.

### Acusaciones de bombardeo de viviendas
The Guardian citó los testimonios de oficiales de inteligencia publicados por +972 y Local Call, quienes dijeron que los hombres palestinos vinculados al ala militar de Hamás eran considerados objetivos potenciales independientemente de su rango o importancia, y los miembros de bajo rango de Hamás y PLJ serían atacados preferentemente en casa, y uno de ellos dijo que el sistema fue construido para buscarlos en estas situaciones cuando atacar sería mucho más fácil. Dos de las fuentes dijeron que los ataques a militantes de bajo rango se llevaban a cabo típicamente con bombas tontas, destruyendo casas enteras y matando a todos los que estaban allí, y una de las fuentes dijo que no se deben desperdiciar bombas costosas que escasean en personas sin importancia. Citando a expertos en conflictos anónimos, el Guardian escribió que si Israel ha estado usando bombas tontas para destruir las casas de miles de palestinos que estaban vinculados con la asistencia de AI a grupos militantes en Gaza, esto podría ayudar a explicar lo que el periódico llamó el sorprendentemente alto número de muertos en la guerra. Un funcionario israelí, hablando con +972, declaró también que el programa israelí ¿Where's Daddy?" rastreaba a presuntos militantes hasta que regresaban a casa, momento en el que "las Fuerzas de Defensa de Israel los bombardeaban en sus casas sin dudarlo, como primera opción. Es mucho más fácil bombardear la casa de una familia".
La respuesta de las FDI a la publicación de los testimonios afirmaba que, a diferencia de Hamás, estaban comprometidas con el derecho internacional y solo atacaban objetivos y operativos militares, haciéndolo de acuerdo con la proporcionalidad y las precauciones, y que examinaban e investigaban exhaustivamente las excepciones;  que un miembro de un grupo armado organizado o un participante directo en las hostilidades es un objetivo legítimo según el derecho internacional humanitario y la política de todos los países respetuosos de la ley;  que "realizan diversos esfuerzos para reducir el daño a los civiles en la medida de lo posible en las circunstancias operativas vigentes en el momento del ataque"; que eligen la munición adecuada de acuerdo con consideraciones operativas y humanitarias; que las municiones aéreas sin un kit de guía de precisión integrado son armamento estándar desarrollado por los ejércitos; que los sistemas de a bordo de las aeronaves utilizados por pilotos entrenados garantizan una alta precisión de dichas armas; y que la gran mayoría de las municiones que utilizan son guiadas con precisión.
Las viviendas de familias también fueron alcanzadas en el sur del Líbano, en una zona residencial de Bint Jbeil murieron, por ejemplo, dos hermanos, Ibrahim Bazzi Ali y Ahmed Bazzi (27), y la esposa de Ibrahim, Shorouq Hammond. Los hermanos eran ambos ciudadanos australianos, Ali vivía allí pero Ibrahim estaba de visita desde Sídney para traer a su esposa a su casa en Australia.  Hezbolá afirmó que Ali era uno de sus combatientes,  y también incluyó a los miembros civiles de la familia en un funeral de Hezbolá.

### Alegaciones de límites de muertes de civiles previamente autorizadas
Según los testimonios, las FDI impusieron límites previamente autorizados al número de civiles que podían matar con el fin de matar a un militante de Hamás. The Guardian citó a +972 y Local Call para explicar cómo este número era superior a 100 para los altos funcionarios de Hamás, y una de las fuentes dijo que había un cálculo de cuántos civiles podrían morir para un comandante de brigada, cuántos para un comandante de batallón, y así sucesivamente. Uno de los oficiales dijo que, en el caso de los militantes jóvenes, esa cifra era de 15 en la primera semana de la guerra y en un momento dado llegó a ser tan baja como cinco. Otro dijo que habían sido hasta 20 civiles no involucrados por cada agente, sin importar su rango, relevancia militar o edad. The Guardian escribió que los expertos en derecho internacional humanitario que hablaron con el periódico expresaron su alarma.
La respuesta de las FDI decía que sus procedimientos requieren evaluar la ventaja militar prevista y el daño colateral para cada objetivo, que dichas evaluaciones se hacen de manera individual, no categórica, que las FDI no llevan a cabo ataques cuando el daño colateral es excesivo en relación con la ventaja militar,  y que las FDI rechazan rotundamente la afirmación sobre cualquier política de matar a decenas de miles de personas en sus hogares.

### Límites de la revisión humana
The Guardian citó a Moyes diciendo que un comandante a quien se le entrega una lista de objetivos generada por computadora puede no saber cómo se generó la lista o no ser capaz de cuestionar las recomendaciones de objetivos, y está en peligro de perder la capacidad de considerar significativamente el riesgo de daño a civiles.
En un artículo de opinión en Le Monde, la periodista Élise Vincent escribió que las armas automatizadas se dividen en sistemas totalmente automatizados, que en realidad no están en el mercado, y armas autónomas letales, que en principio permiten el control humano, y que esta división permite a Israel afirmar que Habsora cae del lado del uso más apropiado de la fuerza. Citó a Laure de Roucy-Rochegonde, investigadora del Instituto Francés de Relaciones Internacionales, quien dijo que la guerra podría dejar obsoletas estas categorías borrosas y vigorizar una definición regulatoria más estricta, un control humano significativo, que los activistas de derechos humanos, incluido el Article 36, han estado tratando de defender. Citó a De Roucy-Rochegonde diciendo que no se sabe qué tipo de algoritmo utiliza el ejército israelí, o cómo se han agregado los datos, lo que no sería un problema si no condujeran a una decisión de vida o muerte. 

### Sesgo de automatización
Marta Bo, investigadora del Instituto Internacional de Investigación para la Paz de Estocolmo, señaló que los humanos en la interacción humana corren el riesgo de sufrir un "sesgo de automatización": una dependencia excesiva de los sistemas, lo que les otorga demasiada influencia sobre las decisiones que deben tomar los humanos. 
Lucy Suchman observó que el enorme volumen de objetivos probablemente esté ejerciendo presión sobre los revisores humanos, afirmando que «ante este tipo de aceleración, dichas revisiones se ven cada vez más limitadas en cuanto al tipo de juicio que las personas realmente pueden ejercer». Tal Mimran, profesor de la Universidad Hebrea de Jerusalén, quien anteriormente trabajó con el gobierno en el ámbito de la selección de objetivos, añadió que la presión aumentará la probabilidad de que los analistas acepten las recomendaciones de la IA, independientemente de si son correctas, y podrían verse tentados a simplificarse la vida siguiendo las recomendaciones de la máquina, lo que podría generar un nuevo nivel de problemas si la máquina identifica erróneamente los objetivos sistemáticamente.

### Responsabilidad
Khlaaf señaló la dificultad de exigir responsabilidades cuando hay IA involucradas. Los humanos conservan la culpabilidad, pero ¿quién es responsable si el sistema de selección falla y es imposible atribuir el fallo a un error de una sola persona? El artículo de NPR continuaba: "¿Es el analista quien aceptó la recomendación de la IA? ¿Los programadores que crearon el sistema? ¿Los agentes de inteligencia que recopilaron los datos de entrenamiento?" 

## Reacciones
El Secretario General de las Naciones Unidas, Antonio Guterres, dijo que estaba “profundamente preocupado” por los informes de que Israel utilizó inteligencia artificial en su campaña militar en Gaza, diciendo que la práctica pone en riesgo a los civiles y desdibuja la responsabilidad. Al hablar sobre el sistema Lavender, Marc Owen Jones, profesor de la Universidad Hamad Bin Khalifa, afirmó: «Seamos claros: este es un genocidio asistido por IA y, de ahora en adelante, es necesario pedir una moratoria sobre el uso de IA en la guerra». Ben Saul, informante especial de las Naciones Unidas, afirmó que, si los informes sobre el uso de inteligencia artificial por parte de Israel fueran ciertos, «muchos ataques israelíes en Gaza constituirían crímenes de guerra por lanzar ataques desproporcionados». Ramesh Srinivasan, profesor de la UCLA, afirmó: «Las grandes empresas tecnológicas estadounidenses están en realidad alineadas con muchas de las acciones del ejército israelí. El hecho de que se estén utilizando sistemas de IA indica que hay una falta de respeto por parte del Estado israelí. Todos saben que estos sistemas de IA cometerán errores».